# 哈桑凱伊夫

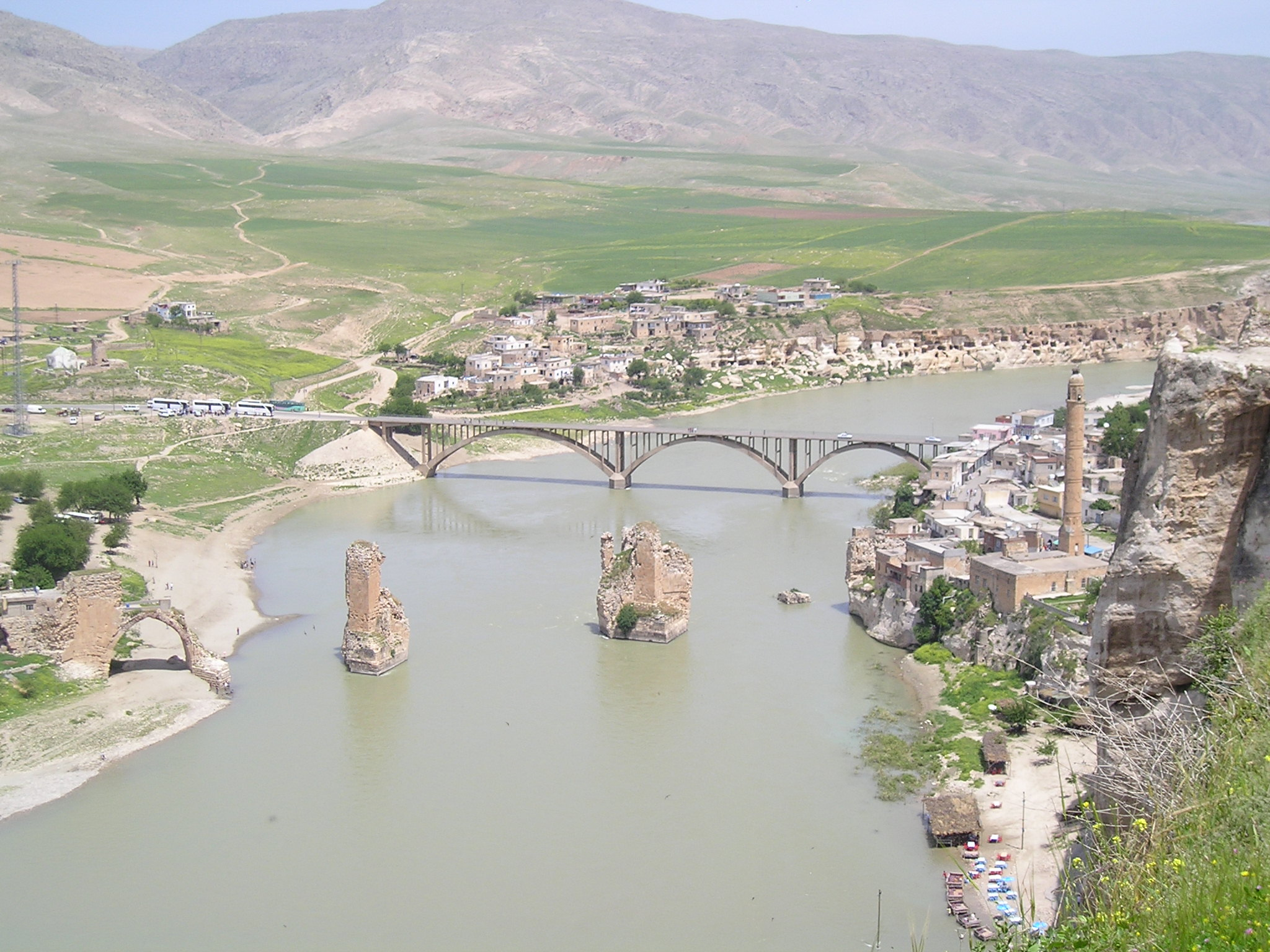
哈桑凱伊夫

哈桑凱伊夫（羅馬化：Ḥesno d-Kifo）是一座歷史悠久的小鎮，其位於土耳其東南部巴特曼省的底格里斯河沿岸。土耳其政府於1981年將哈桑凱伊夫公告為自然保護區。
儘管當地民眾與國際社會反對，土耳其政府仍決定興建伊利蘇大壩，在水庫完工後，哈桑凱伊夫當地的水位於2020年4月1日已達498.2公尺高，整座小鎮以及其周圍的考古遺址皆被大壩建成後上升的水位淹沒。